# Никифоров, Вячеслав Александрович
Вячесла́в Алекса́ндрович Ники́форов (бел. Вячасла́ў Алякса́ндравіч Нікі́фараў; род. 1942) — советский, белорусский и российский кинорежиссёр. Заслуженный деятель искусств Белорусской ССР (1981). Лауреат Государственной премии СССР (1986). Лауреат премии Ленинского комсомола Белорусской ССР (1978).

## Биография
Родился 13 августа 1942 года в селе Весёлое Адлерского района Краснодарского края, РСФСР в семье журналиста (отец) и корректора (мать). Рос на Северном Кавказе и в Сибири. В 1957—1959 годах учился в вечерней театрально-драматической студии при Республиканском русском театре в Улан-Удэ. В 1959—1963 годах — актёр театров в Абакане и Рязани.
В 1969 году окончил режиссёрский факультет ВГИКа (мастерская Л. Кулешова и А. Хохловой). Работал режиссёром киностудии «Беларусьфильм». Член КПСС с 1975 года.
В 1986—1994 годах — первый секретарь Правления, председатель, сопредседатель Белорусского союза кинематографистов.

## Награды и звания
- Заслуженный деятель искусств Белорусской ССР (1981)
- Премия Ленинского комсомола Белорусской ССР (1978)
- Почётная грамота Совета Министров Республики Беларусь (2002) — за значительный личный вклад в развитие и пропаганду Белорусского национального кинематографа[2]
- Государственная премия СССР (1986, за фильм «Отцы и дети»)
- Приз ЦК ВЛКСМ «Алая гвоздика» (Москва, СССР) (1973) за фильм «Зимородок»
- VII Всесоюзный кинофестиваль (Баку, СССР) (1974) — Диплом за фильм «Хлеб пахнет порохом»
- II Всесоюзный конкурс кинофильмов «Корчагинцы 70-х» (Москва, СССР) (1977) — Премия за фильм «Сын председателя»

## Фильмография

### Режиссёр
- 1969 — Берег принцессы Люськи (телефильм) (по мотивам одноимённого рассказа Олега Куваева)
- 1972 — Зимородок (по мотивам одноимённой повести Юрия Яковлева)
- 1973 — Хлеб пахнет порохом (по мотивам повести Ивана Шамякина «Эшелон в Германию»)
- 1976 — Сын председателя (сценарий Николая Матуковского)
- 1978 — Обочина (сценарий Фёдора Конева)
- 1980 — Тихие троечники (сценарий Владимира Потоцкого)
- 1981 — Фруза (по мотивам рассказа Василя Быкова «На тропе жизни», сценарий Фёдора Конева)
- 1983 — Отцы и дети (по мотивам одноимённого романа Ивана Тургенева)
- 1985 — Большое приключение (сценарий Роберта Святополк-Мирского и Вячеслава Никифорова)
- 1986 — Государственная граница. Год сорок первый (сценарий Олега Смирнова) 1989 Премия КГБ СССР
- 1988 — Благородный разбойник Владимир Дубровский (по мотивам романа Александра Пушкина «Дубровский»)
- 1993 — Душа моя, Мария (сценарий Евгения Таганова и Вячеслава Никифорова)
- 1999 — Рейнджер из атомной зоны
- 2000 — Империя под ударом (серия «Бастард»)
- 2001 — Убойная сила 3 (серия «Китайский квартал»)
- 2003 — Спецназ 2 (серия «Послушник»)
- 2004 — Карусель
- 2004 — На безымянной высоте (сценарий Юрия Чернякова) (номинация на ТЭФИ, 2005г)
- 2006 — Высота 89
- 2006 — Капитанские дети (Лучший телефильм КФ г.Санкт-Петербург 2007)
- 2008 — Знахарь
- 2010 — Катино счастье
- 2011 — Побег-2
- 2011 — Группа счастья
- 2013 — Клянёмся защищать
- 2014 — Палач (Премия российской Киноакадемии «Золотой Орёл», 2015)
- 2017 — Перепутанные (сериал)
- 2017 — Тум-паби-дум

### Актёр
- 1983 — Как я был вундеркиндом — председатель исполкома
- 2001 — Убойная сила 3 (серия «Китайский квартал») — сотрудник ФСБ
- 2004 — Карусель — Алексей Михайлович, полковник
- 2008 — Знахарь — директор школы
- 2011 — Выйти замуж за генерала — отец Ларисы
- 2013 — Клянёмся защищать — прокурор